# Matriz (Borba)
Matriz ist eine Gemeinde (Freguesia) im portugiesischen Kreis Borba. In ihr leben 3387 Einwohner (Stand 19. April 2021).